# Libera Chat
Libera Chat – internetowa sieć serwerów IRC, przeznaczona głównie dla społeczności użytkowników wolnego i otwartego oprogramowania. Została założona 19 maja 2021 roku przez byłych członków personelu Freenode, którzy odeszli z tej sieci po przejęciu jej przez Andrew Lee.